# Anda Šafranska
Anda Šafranska (Riga, 2 de desembre de 1960) és una jugadora d'escacs letona que té el títol de Gran Mestre Femení des de 1999. Està casada amb el Gran Mestre Internacional francès d'origen rus Vladimir Lazarev.
Des de l'any 2000 Šafranska viu a Lon, a les Landes, i representa la Federació Francesa.
A la llista d'Elo de la FIDE del setembre de 2015, hi tenia un Elo de 2259 punts, cosa que en feila temporada 9a jugadora femenina de França. El seu màxim Elo va ser de 2367 punts, a la llista de gener de 2000 (posició 3096 al rànquing mundial).

## Resultats destacats en competició
Šafranska ha guanyat el campionat de Letònia femení vuit cops, els anys: 1982, 1984, 1990, 1991, 1993, 1994, 1996, i 1997. El 1993 participà en el Torneig Interzonal de Jakarta, dins el cicle de classificació pel Campionat del món d'escacs femení de 1996 i hi acabà 18a (de 39 participants), amb 7 punts.

### Participació en competicions per equips
Šafranska ha jugat, representant Letònia, a les següents olimpíades d'escacs:
- El 1992, al segon tauler a la 30a Olimpíada a Manila (+6, =0, -6);
- El 1994, al primer tauler a la 31a Olimpíada a Moscou (+3, =3, -5);
- El 1996, al primer tauler a la 32a Olimpíada a Erevan (+6, =4, -4);
- El 2006, al tercer tauler a la 37a Olimpíada a Torí (+1, =1, -4).

Anda Šafranska també ha representat Letònia al campionat d'Europa per equips:
- El 1992, al segon tauler a Debrecen (+2, =2, -3);
- El 1994, al primer tauler a Pula (+3, =1, -3).

Posteriorment, ha jugat representant França al Campionat del món per equips:
- El 2013, al tercer tauler a Astanà (+0, =3, -3).